# Демарко, Нельсон
Нельсон Вальтер Демарко Риккарди (исп. Nelson Walter Demarco Riccardi; 6 февраля 1925, Монтевидео — 22 июля 2009) — уругвайский баскетболист. Двукратный бронзовый призёр летних Олимпийских игр 1952 и 1956 годов, участник летних Олимпийских игр 1948 года, четырёхкратный чемпион Южной Америки 1947, 1949, 1953 и 1955 годов, серебряный призёр чемпионата Южной Америки 1945 года.

## Биография
Нельсон Демарко родился 6 февраля 1925 года в уругвайском городе Монтевидео.
Играл в баскетбол за «Монтевидео», с которым в 1954 году выиграл чемпионат Уругвая.
В составе сборной Уругвая четыре раза выигрывал чемпионат Южной Америки: в 1947 году в Рио-де-Жанейро, в 1949 году в Асунсьоне, в 1953 году в Монтевидео и в 1955 году в Кукуте. Кроме того, в 1945 году в Гуаякиле завоевал серебряную медаль.
В 1948 году вошёл в состав сборной Уругвая по баскетболу на летних Олимпийских играх в Лондоне, занявшей 5-е место. Провёл 5 матчей, набрал (по имеющимся данным) 2 очка в матче со сборной Италии.
В 1952 году вошёл в состав сборной Уругвая по баскетболу на летних Олимпийских играх в Хельсинки и завоевал бронзовую медаль. Провёл 6 матчей, набрал 21 очко (10 в матчах со сборной Аргентины, 9 — с Чехословакией, 2 — с Францией).
В 1954 году участвовал в чемпионате мира в Рио-де-Жанейро, где уругвайцы заняли 6-е место. Провёл 8 матчей, набрал 24 очка.
В 1956 году вошёл в состав сборной Уругвая по баскетболу на летних Олимпийских играх в Мельбурне и завоевал бронзовую медаль. Провёл 8 матчей, набрал 41 очко (16 в матче со сборной Франции, по 9 — с Болгарией и Южной Кореей, 3 — с США, по 2 — с Тайванем и Филиппинами).
В течение карьеры провёл за сборную Уругвая 47 матчей.
Умер 22 июля 2009 года. Похоронен на Северном кладбище Монтевидео.